# 馬特奧·布里吉
馬特奧·布里吉（意大利語：Matteo Brighi，1981年2月14日—），意大利足球運動員，司職中場，效力於意甲球隊羅馬。他曾获选意甲最佳青年球员。

## 生平
布里吉曾經在2002年被評為當年度意甲最佳年輕球員。不過出道以來他轉過幾次會，均未能獲得球會重用。2004年投效羅馬，但因不獲重用，被外借至切沃三季後，才能獲得上陣機會。惟自2007年切沃降級後，他重返羅馬，卻又再一次打入冷宮，屈居在迪羅斯、柏路達和阿古蘭尼之後。
在2008年11月26日羅馬對陣克盧日的歐洲冠軍杯賽事中，布里吉打入兩球，幫助羅馬以3-1擊敗對手。

## 獎項
- 2002年度意甲最佳年輕球員